# Tokyo Dome City Hall

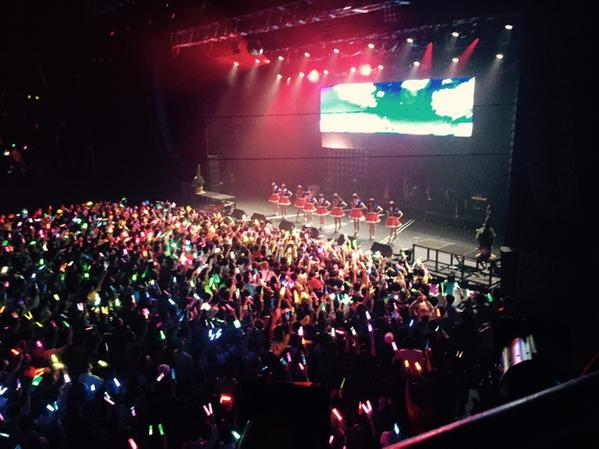
Interno della struttura

Lo Tokyo Dome City Hall (o TDC Hall) è struttura polivalente adibita ad ospitare eventi sportivi, sfilate di moda, circhi, manifestazioni ed esibizioni musicali, situata all'interno della Tokyo Dome City a Tokyo in Giappone. 

## Descrizione
Si trova nei pressi del Tokyo Dome. Tra il 19 marzo 2008 e il 30 marzo 2011, la struttura era ufficialmente chiamata JCB Hall, in quanto i diritti di denominazione della struttura sono stati detenuti dal Japan Credit Bureau. Il Tokyo Dome City Hall fa parte di un complesso commerciale più ampio chiamato Meets Port. 
La struttura può ospitare circa 3 100 persone, anche se questo numero può variare a seconda dei diversi eventi che vi si svolgono. Sebbene i principali eventi sportivi si svolgano al Tokyo Dome, all'interno della TDC Hall si disputano incontri di boxe, wrestling, Lethwei e arti marziali miste.
Molti gruppi e artisti musicali si sono esibiti all'interno del complesso, tra cui i Coldplay nel 2014 in una delle date del Ghost Stories Tour. Ha anche ospitato alcune edizioni del concorso di bellezza Miss International Japan e il torneo di videogiochi Tougeki - Super Battle Opera, nonché il concorso musicale Animax Anison Grand Prix.